# Sinocyclocheilus tileihornes
Sinocyclocheilus tileihornes is een straalvinnige vissensoort uit de familie van karpers (Cyprinidae). De wetenschappelijke naam van de soort is voor het eerst geldig gepubliceerd in 2003 door Moa, Lu, Li, Ma & Huang.